# Montilla–Moriles borvidék
A Montilla–Moriles borvidék az andalúz borrégió (a sherryt produkáló Jerez-Xérès sherry borvidék után) második legfontosabb borvidéke.
Andalúziában hat DO jelölésű borvidék található, ezek egyike a Montilla-Moriles, amelyhez 16 település szőlőterületei tartoznak összesen 10 200 hektár termőterülettel. A régióban két kiemelkedő minőségű zónát jelöltek ki:
- Sierra de Montilla és
- Los Moriles Altos.

## Talaja, éghajlata
A régió talaja nem túl termékeny: kötött, de meszes, tehát rossz vízvezető és jó víztartó.
Éghajlata átmeneti a kontinentális és a mediterrán típus között: a nyár  hosszú, forró és száraz, a tél rövid és viszonylag csapadékos. A napsütéses órák száma évi 3000 körül alakul, a csapadék 500–1000 mm évente.

## Ültetvények, szőlőfajták

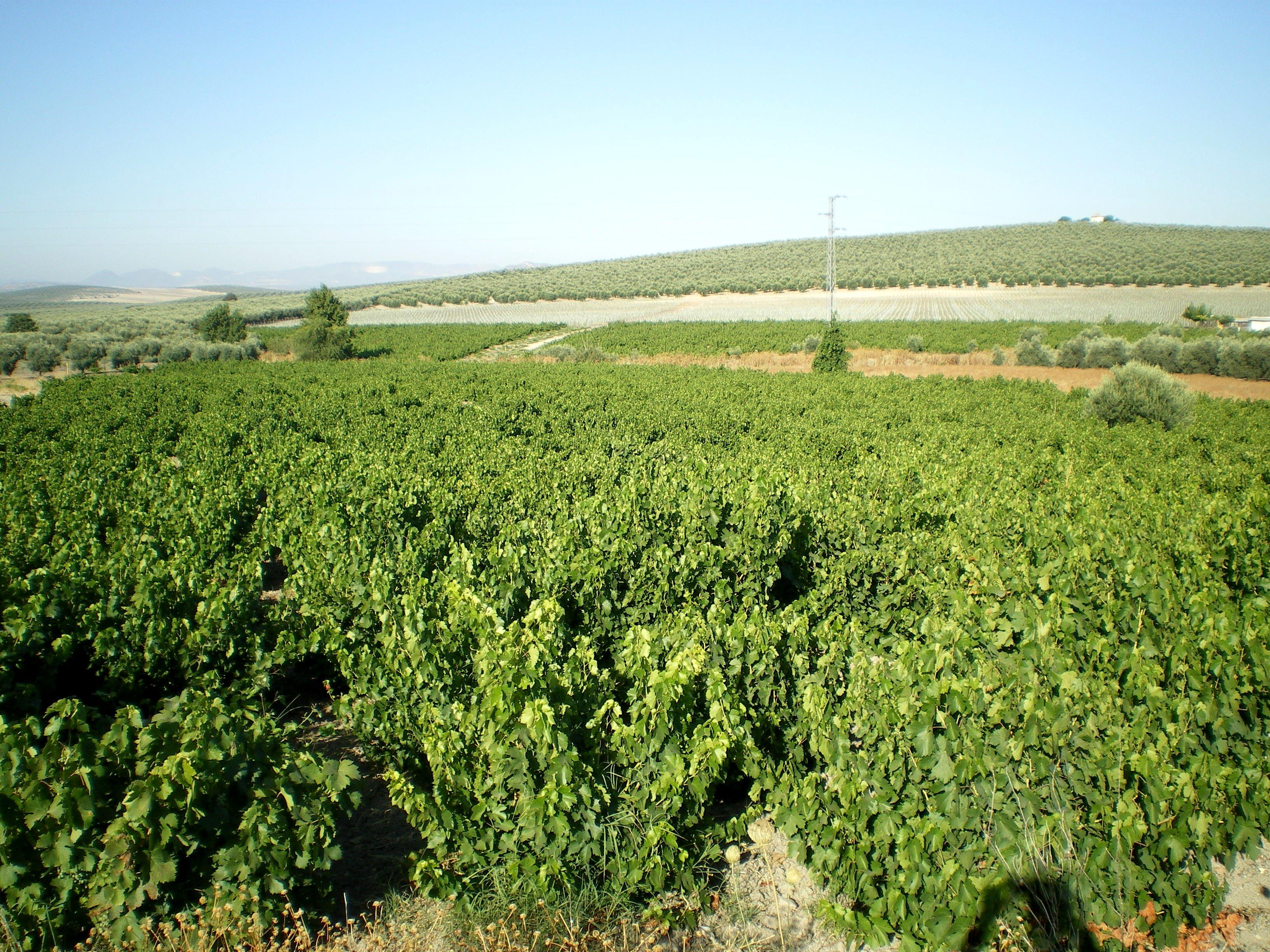
Pedro Ximénes szőlőültetvény

Az ültetvények a tengerszint felett 125–600 méter között találhatóak.
A régió legjellemzőbb szőlőfajtája (90 %) a Pedro Ximénes (szőlő) (PX). Jóval kisebb mennyiségben előfordul az alexandriai muskotály és a verdejo is. A PX szőlőfajta a legfrissebb DNS-kutatások szerint a mórok által Andalúziába behozott és asztali borok készítéséhez használt arab gibi szőlőfajta  leszármazottja.
Az alacsony páratartalom a desszertborok előállításának kedvez, mert könnyebb a PX szőlőt szüret után a napon szárítani. Ezért a szomszédos jerezi borvidéken a PX-ből készült alapbort többnyire Montillából hozzák be.

## A bor készítése, érlelése
A nagy nyári melegben igen nagy cukorfok érhető el a szőlőben. Az érlelt borokhoz a szőlőt augusztusban szüretelik, a száraz, fiatal borokhoz pedig már júliusban, amikor a cukortartalom eléri a 190 g/l-t. A fino (15 %)  és az amontillado bort egy finom élesztőréteg, az ún. „velo de flor” alatt érlelik, ami megakadályozza a bor oxidációját. A tengertől mért nagyobb távolság miatt a Montilla–Moriles borvidéken a „velo de flor” lassabban alakul ki és vékonyabb is, mint Jerezben. Így az élesztő kevesebb glicerint fogyaszt, a bor testesebb és strukturáltabb marad. Az itteni bor gyümölcsösebb és enyhén édesebb is, mint a jerezi Fino, emellett tovább tartható el.
Ezen a borvidéken is az érlelt borok a jellemzőek, akárcsak a szomszédos jerezin, csak ezeket nem hívhatják sherrynek. Az érlelési rendszer is azonos, és itt is „Sistema de Criaderas y Soleras”-nak hívják. Hordók hosszú sorát halmozzák egymásra több szintben. A legfelső sorba kerül a legfiatalabb bor (tercera criadera), a legalsóba a legöregebb. Ez utóbbit a
tulajdonképpeni solera (a spanyol „suelo” — talaj, padló szóból). A palackba mindig az a fekvő alsó sorból töltenek. Évente kétszer 5–30 % bort palackoznak. A kivett mennyiséget a felette levő sorból pótolják, és így folytatják ezt a legfelső sorig, amit végül az utolsó szüretből származó borral töltenek fel. Az érlelés így minimum 3 évig tart; ez a rendszer garantálja a bor állandó ízét és minőségét.

## Jellemző borféleségek
- A friss, üde, száraz, reduktív fehérborokat (12,5 %) nem érlelik, a szüret után 6–8 hónappal már a piacra kerülnek.
- A fino (15 %): világos szalmasárga színű, száraz bor. ól lehűtve kell inni.
- Az amontillado (Montilla-szerű) is érlelt bor — sötétebb, mint a Fino, amiből készítik. a Fino akkor tekinthető amontilladónak, amikor a „flor” réteg mér nem képes rajta megfelelően fejlődni. Ezt úgy érik el, hogy az alkoholfok utólagos növelésével szándékosan megölik a gombát vagy hagyják meghalni azzal, hogy nem töltik fel a hordót. A végeredmény a kissé lyukacsos amerikai vagy kanadai tölgyfahordókban érlelt, a finónál sötétebb ízű és gazdagabb aromájú érlelt bor.
- Az oloroso érlelését is a finóhoz hasonlóan kezdik, de itt jóval hamarabb lebontják a „flor”-t, így a Fino-nál jóval oxidatívabb, viszont íze kevébé „élesztős”. Jellemzően száraz, alkoholfoka kb. 18 %.
- A palo cortado magyarul „eltört pálcát” jelent. Az eredetileg finót tartalmazó hordókat ugyanis függőleges vonallal jelölik, amit áthúznak, ha a „flor” véletlenül (magától) eltűnik a hordóból. Ez a jelenség természetes körülmények között a hordók 1–2 %-ánál fordul elő, ezért a palo cortado a legritkább érlelt bor. Íze az oloroso és az amontillado közötti. Finom íze mellett ritkaságáért is kedvelt. (Egyesek szerint tisztességtelen borászok az oloroso és az amontillado házasításával mesterségesen állítanak elő „palo cortado” jelölésű bort.
- A Pedro Ximénez igazi édes desszertbor. A szüretelés után a szőlőt a napon szárítják, így növelik a bor cukortartalmát.

## Borászatok
A borvidéken jelenleg 63 borászat működik. Nemzetközi szinten is ismert termelők:
- Alvear
- Pérez Barquero
- Toro Albalá

További jelentősebb pincészetek:
- Cruz Conde, Montillában.
- Delgado
- Lagar Blanco pincészet Montillától kb. 5 km-re. GPS koordinátái: 37 34 10,78 N és 4 32 45,72 W. Honlapja: Lagar Blanco, tulajdonosa Miguel Cruz Gálvez (2018),
- Navarro
- Robles